# Club Florida (Santa Cruz)
El Club Florida fue un equipo de fútbol amateur de Bolivia que disputaba los torneos de la Asociación Cruceña de Fútbol hasta su desaparición.

## Historia
Es fundado en 1935 en Santa Cruz de la Sierra, ese mismo año empieza a participar en la primera categoría de la ACF y obtiene el título dejando atrás a Transportes, Sanidad Militar, Alianza y Santa Cruz. Esta hazaña es repetida en los dos años posteriores, logrando el tricampeonato. En 1938, se forma un nuevo club, Estudiantes, el cual consigue el campeonato ese mismo año, este mismo posteriormente se convertiría en un rival "clásico" de Florida.
Luego de dos torneos sin conseguir títulos, en 1940, Florida vuelve a ser campeón, logro que repite en los años 1941, 1942, 1943 y 1944, convirtiéndose en el primer equipo en hacerse de cinco títulos seguidos en el departamento de Santa Cruz -logro que en los próximos años iba a ser igualado por Oriente Petrolero-. Fue campeón también en 1946 y en 1948, culminando así una década dorada que, además de los siete títulos ganados, contó también con leyendas del fútbol cruceño, tales como Ramón "Tahuichi" Aguilera y Sixto Fleig.
A principios de los años 60', se produce la pérdida de categoría del club y, en esa misma década, su desaparición.

## Datos del club
- Fundación: 17 de mayo de 1935.
- Temporadas en Primera División: 0

## Palmarés

### Torneos regionales (10)
| Competición regional    | Títulos                                                     | Subcampeonatos |
| ----------------------- | ----------------------------------------------------------- | -------------- |
| Campeonato Cruceño (10) | 1935, 1936, 1937, 1940, 1941, 1942, 1943, 1944, 1946, 1948. |                |